# Aeonium arboreum
Aeonium arboreum (еоніум дерев'янистий) — багаторічна рослина родини товстолистих.

## Опис
Це соковитий, мало розгалужений, більш-менш прямовисний, субтропічний напівчагарник, який досягає висоти зростання до 2 метрів. Стебла мають діаметр 1–3 сантиметрів. Молоде листя щільно притиснуті один до одного. Листя довжиною від 5 до 15 сантиметрів, 4,5 см завширшки і 1,5—3 міліметрів завтовшки. Зелена блискуча поверхня листя майже гола. Квіти яскраво-жовті, 2 см в діаметрі, квітнуть в кінці зими. Гілка, що відквітла потім помирає.

## Поширення та екологія
Уродженець Марокко і пагорбів Канарських островів на висоті між 200 і 1500 метрів. Він був введений і натуралізований в багатьох частинах світу: Мадейра, Алжир, Туніс, Австралія, Нова Зеландія, Велика Британія, Греція, Італія, Франція, Португалія, Гібралтар, Іспанія, США, Мексика.

## Галерея

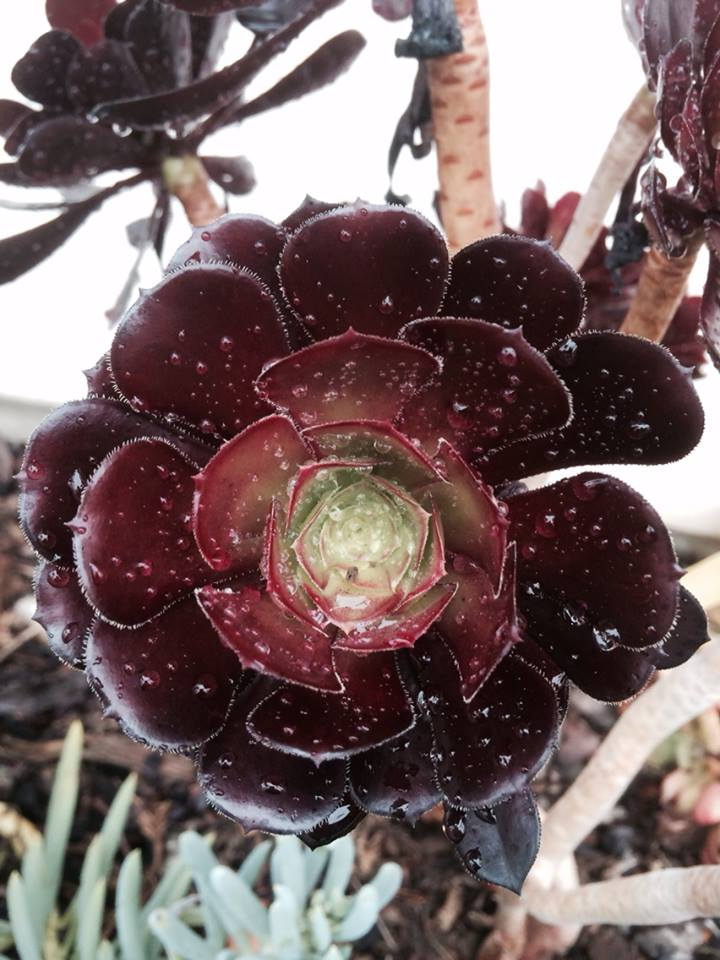
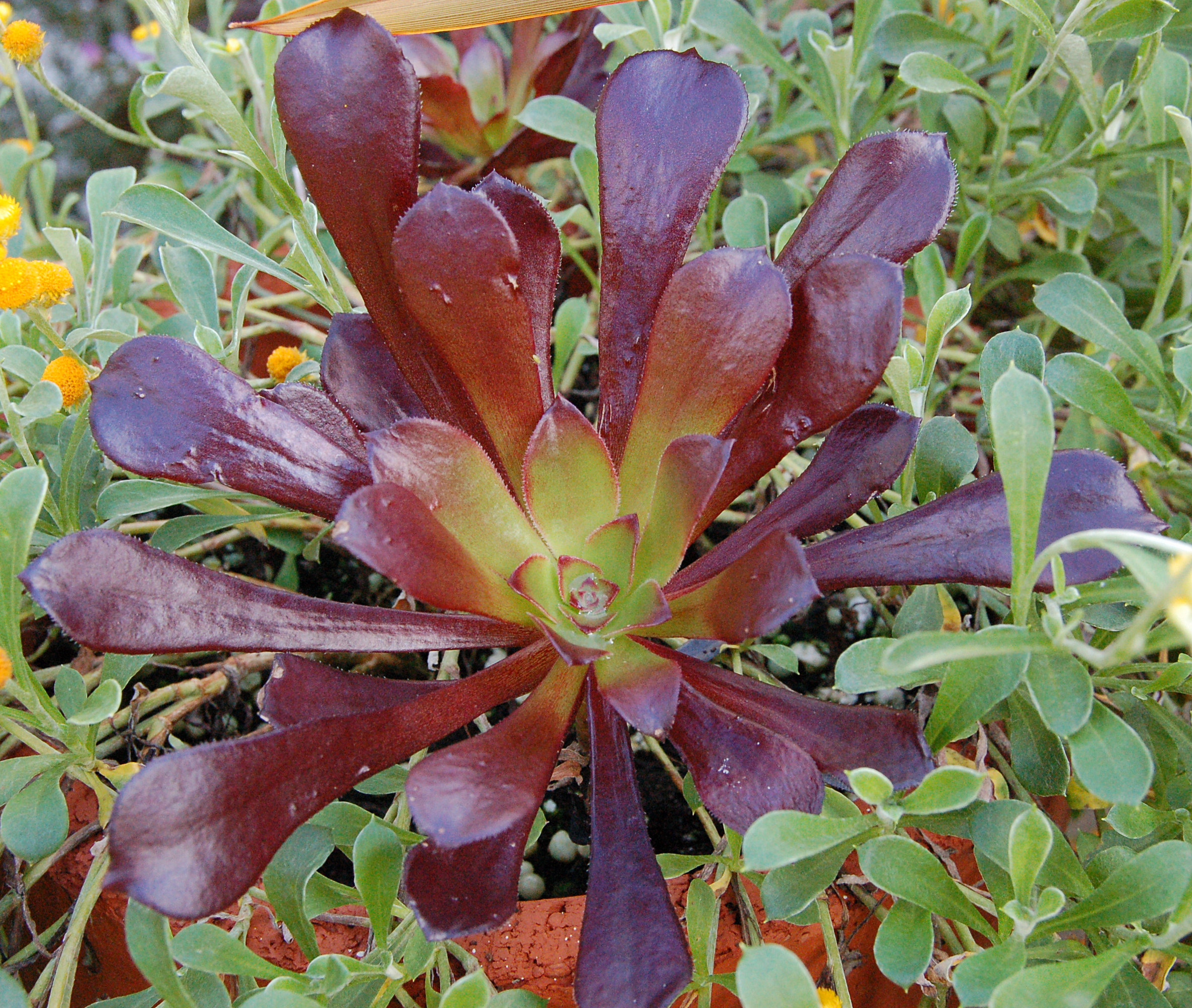
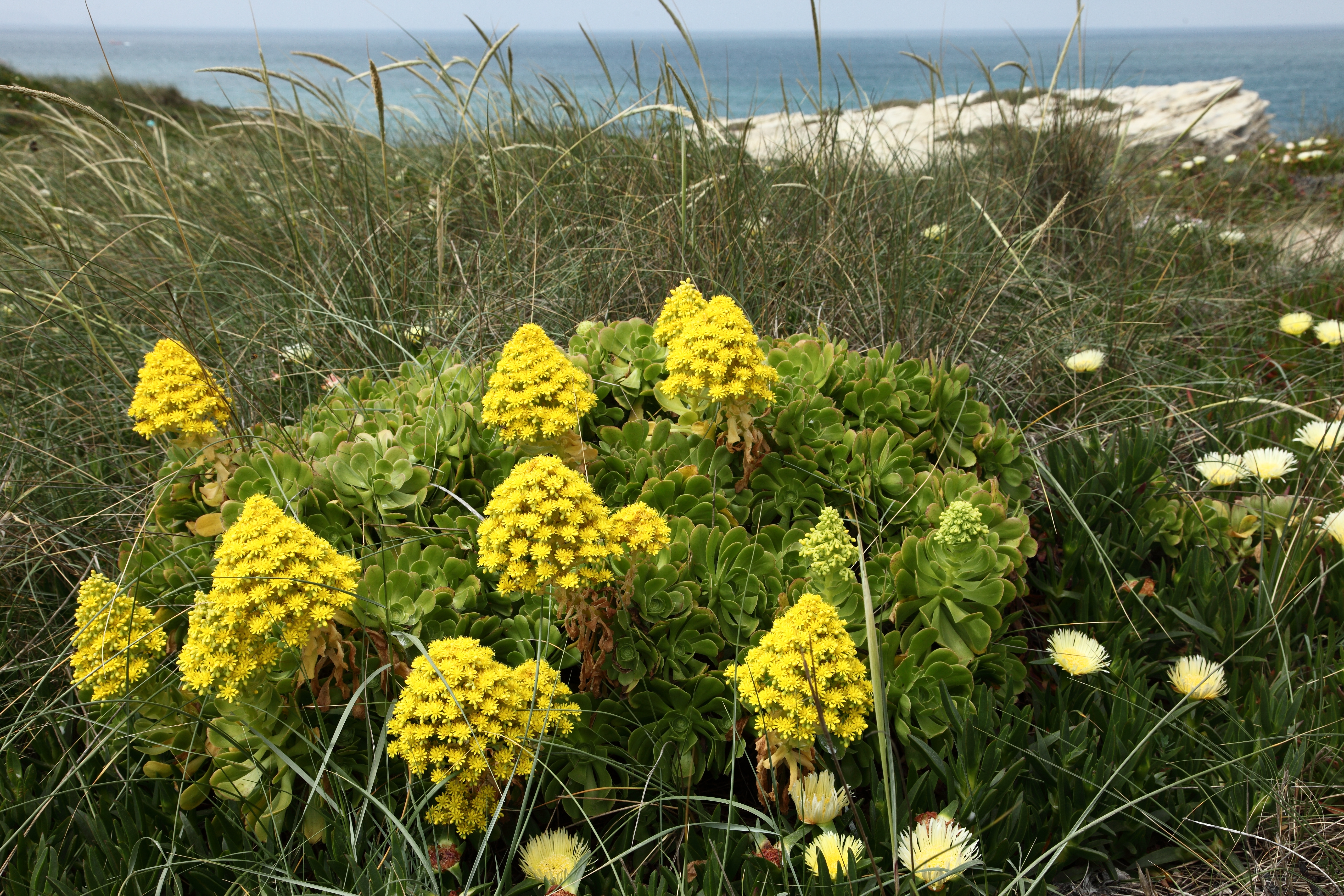
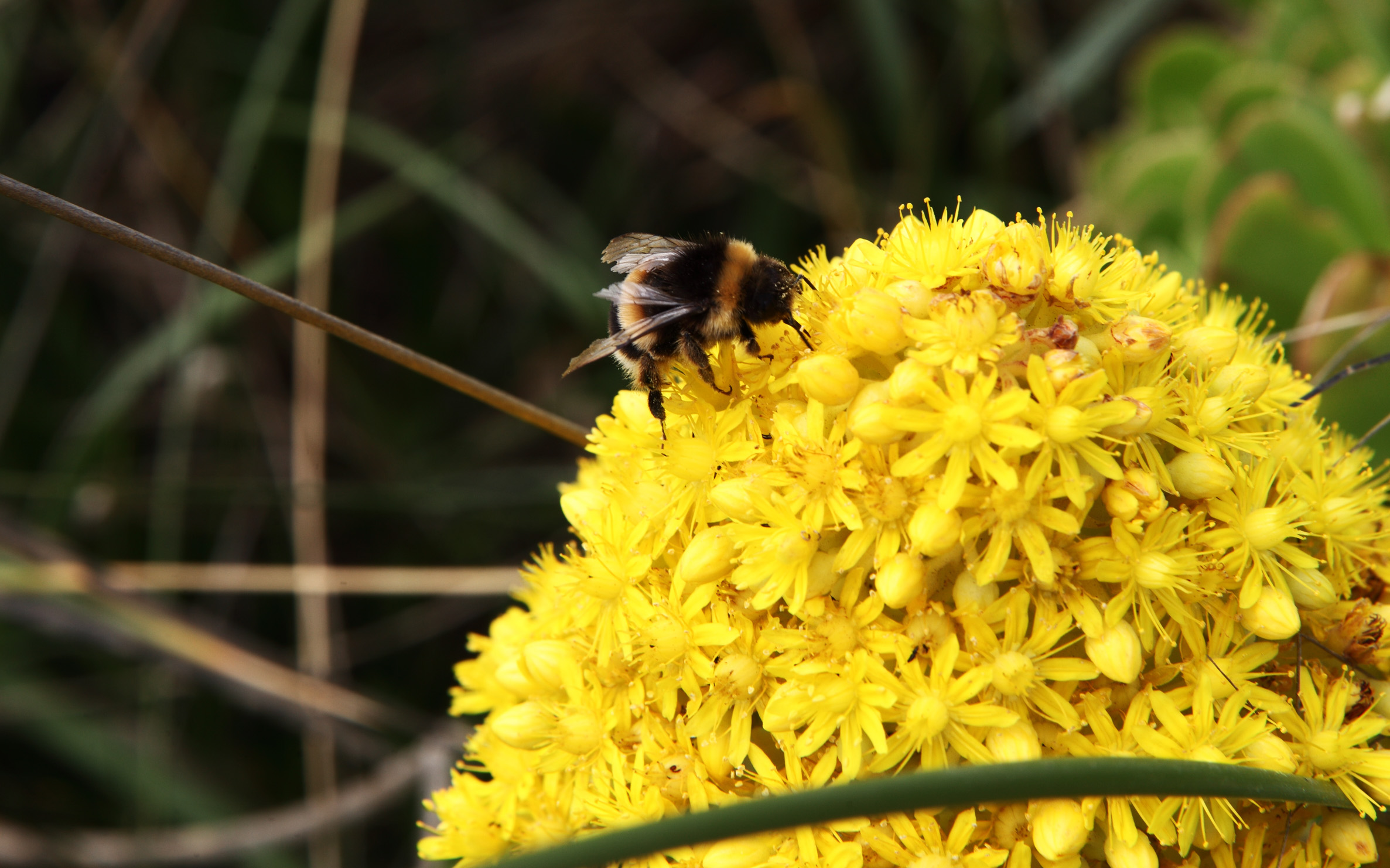
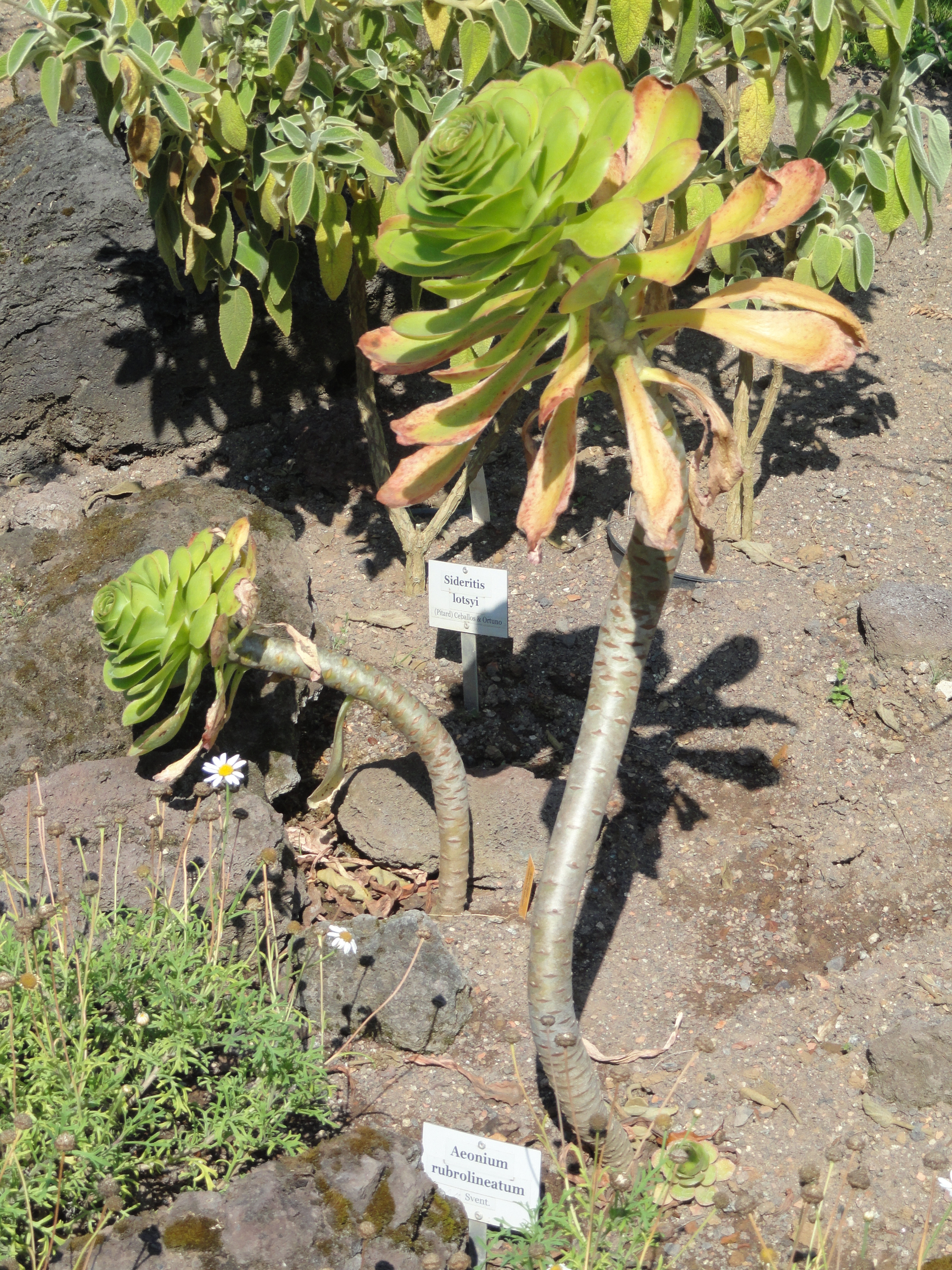

| Гібіскус | Це незавершена стаття про квіткові рослини. Ви можете допомогти проєкту, виправивши або дописавши її. |